# Омуртагско
 Тази статия е за историко-географската област.  За общината вижте Омуртаг (община).  
Омуртагско, в миналото Османпазарско, е историко-географска област в Североизточна България, около град Омуртаг.
Територията ѝ съвпада приблизително с някогашната Омуртагска околия – днешната община Омуртаг и основната част от община Антоново (без селата Великовци, Голямо Доляне, Градинка, Греевци, Калнище, Крушолак, Манушевци, Равно село, Свирчово, Слънчовец, Стеврек, Старчище, Стройновци, Чеканци и Черна вода от Еленско), както и селата Горна Кабда в община Търговище и Менгишево в община Върбица. Разположена е в източната част на Предбалкана. Граничи с Поповско и Търговищко на север, Великопреславско на изток, Котленско и Еленско на юг и Горнооряховско на запад.